# Gramatica limbii istroromâne
Gramatica istroromânei este foarte asemănătoare cu gramatica celorlalte limbi romanice de est.

## Morfologie
Evoluția Istro-Românei din Daco-Română a avut în vedere două distinct features: 
1. Declinarea substantivelor arată o raționalizare de forme: În mod normal, declinarea substantivelor în Română aproape a dispărut complet în Istroromână;
2. Inflexiunea verbală este mai conservativă și evoluția ei nu este așa pronunțată.

### Substantivele
Articolul are două forme: definită și nedefinită. Articolul definit ar fi nominal sau adjectival. Cel nominal fiind adăugat substantivelor și cel adjectival fiind plasat înnaintea adjectivelor.
Formele nominale sunt: pentru substantivele masculine: -l și -le, pentru cele feminine -a la singular și pentru masculin -i și feminin -le la plural. 
Cu toate acestea, precum se vorbește în Daco-Română, -l-ul articlolului definit la masculin singular   cade, rămânând consoana de legătură -u-; spre exemplu: (Daco-Română) lupul > (Istro-Română) lupu,   (Daco-Română) ursul > (Istro-Română) ursu,   (Daco-Română) mielul > (Istro-Română) mľelu.
-le de închide este folosit pentru toate substantivele masculine la singular ce se termină în -e; spre exemplu fråtele (fratele), sorele (soarele), cărele (câinele).
- fiľ (fiu), fiľi (pl.)

| Caz         | Istro-Română | Aromână   | Megleno-Română | Română    |
| ----------- | ------------ | --------- | -------------- | --------- |
| Nom/Ac sg.  | fiľu         | hiljlu    | iľiu           | fiul      |
| Gen/Dat sg. | lu fiľu      | a hiljlui | lu iľiu        | al fiului |
| Nom/Ac pl.  | fiľi         | hiljli    | iľii           | fiii      |
| Gen/Dat pl. | lu fiľi      | a hiljlor | lu iľii        | al fiilor |

- socru (socru), socri (pl.)

| Caz         | Istro-Română | Aromână    | Megleno-Română | Română      |
| ----------- | ------------ | ---------- | -------------- | ----------- |
| Nom/Ac sg.  | socru        | socrulu    | socru          | socrul      |
| Gen/Dat sg. | lu socru     | a socrului | lu socru       | al socrului |
| Nom/Ac pl.  | socri        | socri      | socri          | socrii      |
| Gen/Dat pl. | lu socri     | a socrilor | lu socri       | al socrilor |

- fråte (frate), fråț (pl.)

| Caz         | Istro-Română | Aromână    | Megleno-Română | Română      |
| ----------- | ------------ | ---------- | -------------- | ----------- |
| Nom/Ac sg.  | fråtele      | frate      | frateli        | fratele     |
| Gen/Dat sg. | lu fråtele   | a fratelui | lu frateli     | al fratelui |
| Nom/Ac pl.  | fråț         | fratslji   | frațili        | frații      |
| Gen/Dat pl. | lu fråț      | a fratslor | lu fraților    | al fraților |

Cazul vocativ nu este prezent deoarece în mod normal, acesta corespunde cu nominativul.
Substantivele feminine
-a-ul ia locul lui -ĕ și -e; ex: cåsĕ > cåsa (casa), nopte > nopta (noaptea); cu toate acestea câteva substantive feminine ce se termină într-un -e accentuat se comportă diferit, ex: ste > stevu (steaua), ne > nevu (neaua,zăpada).
- fetĕ (fată), fete (pl.)

| Caz         | Istro-Română | Aromână     | Megleno-Română | Română   |
| ----------- | ------------ | ----------- | -------------- | -------- |
| Nom/Ac sg.  | feta         | feata       | feta           | fata     |
| Gen/Dat sg. | lu feta      | a featiljei | lu feta        | al fetei |

- muľerĕ (muiere,femeie), muľere (pl.)

| Caz         | Istro-Română | Aromână       | Megleno-Română | Română     |
| ----------- | ------------ | ------------- | -------------- | ---------- |
| Nom/Ac sg.  | muľera       | muljarea      | muľiarea       | muierea    |
| Gen/Dat sg. | lu muľera    | a muljariljei | lu muľiarea    | al muierei |

- ste (stea), stele (pl.)

| Caz         | Istro-Română | Aromână     | Megleno-Română | Română      |
| ----------- | ------------ | ----------- | -------------- | ----------- |
| Nom/Ac sg.  | stevu        | steao       | steua          | steaua      |
| Gen/Dat sg. | lu stevu     | a steaoljei | lu steua       | al stelei   |
| Nom/Ac pl.  | stelele      | steale      | stelili        | stelele     |
| Gen/Dat pl. | lu stelele   | a stealilor | lu stelilor    | al stelelor |

Substantivele neutre se comportă ca și cele masculine la singular și ca cele feminine la plural.
- bråț (braț), bråțe (pl.) - bråțu (brațul), bråțele (pl.)
- os (os), ose (pl.) - osu (osul), osele (pl.)
- zid (zid), zidur (pl.) - zidu (zidul), zidurle (pl.)
- plug (plug), plugur (pl.) - plugu (plugul), plugurle (pl.)

Formele articolului adjectival sunt ćela pentru masculin masculin și ćå pentru feminin singular, iar la masculin plural, ćeľ și femininul ćåle, ex: ćela bur (acela bun).
Articolul masculin nedefinit este un, la feminin fiind o. Declinarea articolului nedefinit a dispărut. Exemple: un om (un om), un cå (un cal), o misĕ (o masă), o båbĕ (o babă, o bătrână).

### Pronumele
Pronumele definit poate fi personal, posesiv, demonstrativ, relativ și interogativ. 

#### Pronumele personal
| Case | I        | II       | III      | III      | I        | II       | III      |
| ---- | -------- | -------- | -------- | -------- | -------- | -------- | -------- |
| Nom. | io       | tu       | ie       | iå       | noi      | voi      | ieľ/iåle |
|      | Eu       | tu       | el       | ea       | noi      | voi      | ei       |
| Ac.  | mire     | tire     | ăl       | ăl       | ne       | ve       | lor      |
| Ac.  | me/m'    | te/t'    | ăl/l'    | o        | ne/n'    | ve/v'    | lor      |
|      | mă       | te       | îl       | o        | ne       | vă       | îi       |
| Dat. | mi/âm/m' | ți/âț/ț' | âľ/ľ/lui | âľ/ľ/ľei | ni/ne/n' | vi/ve/v' | le/ľ     |
|      | mie      | ție      | lui      | ei       | nouă     | vouă     | lor      |

ex: m-åm ărs (am râs), l-åi vezut (l-ai văzut)
Pronumele posesiv:
| Sg. Masc. | Fem.   | Pl. Masc. | Fem.   |
| --------- | ------ | --------- | ------ |
| meu/mev   | me     | meľ       | mele   |
| teu/tev   | te     | teľ       | tele   |
| seu/lui   | se/ľei | seľ       | sele   |
| noștru    | noștrĕ | noștri    | noștre |
| voștru    | voștrĕ | voștri    | voștre |
| lor       | lor    | lor       | lor    |

ex: mev ćåće (tatăl meu), lui căre (câinele lui), ľei måie (mama ei), noștri cåľ (caii noștri)

#### Pronumele demonstrativ
- acest, aceasta: ćest, ćåsta
- acești,aceste: ćeșť, ćåste

Mai poate începe și cu ț- sau ť- ex: țest om (acest om)
- acel,acea: ćel, ćå
- acei,acele: ćeľ, ćåle

De asemenea poate începe cu ț- e.g. țåle lingure (acele linguri)
- acesta,aceasta: ćesta-istu, ćåsta-ista
- acela,acea: ćela-istu, ćåista
- celălalt,cealaltă: ćela-åt, ćå-åtĕ
- ceilalți,celelalte: ćeľ-åľți, ćåle-åte

#### Pronumele relativ
- care: cåre / cårle, pl. cårli

#### Pronumele interogativ
- who: ćire / će
- which: cåre / cårle, pl. cårli
- which one: căt

#### Pronumele nedefinite
(M - F)
un,o: un - o
vreun,vreo: vrun - vro
un,o: ur - o
niciun,nicio: ničur - ničurĕ
nimic: nimic
ceva: ćeva
alt,altă: åt - åta - åto
fiecare: saki - saca - saco
oricare: cătcoder

## Numeralul cardinal
Majoritatea numerelor cardinale au origine latină, dar există și câteva împrumuturi din slavă 
1. un/ur (M), o (F)
2. doi (M), do (F)
3. trei
4. påtru
5. ćinć / ținț
6. șåse
7. șåpte
8. opt / osăn
9. devet
10. zåće / zeće / deset
11. urprezåće / iednaist
12. doiprezåće / dvanaist
13. treiprezåće / trenaist

19. devetprezåće
20. dovotezåće / dvadeset / dvaiset
21. dovotezåće și ur
30. treivotezåće
40. cvårnaru
50. ćinćvotezåće
...
100. sto
101. sto și ur
200. dovotesto
1000. miľår / tisuť / tåvžânt
Notă: 
11 se compune ca în Română din '1 spre 10' ur-pre-zåće
20 se compune din 'de 2 ori 10' do-vote-zåće, iar 200 este 'de 2 ori 100' do-vote-sto
1000 miľår vine din dialectul Venețian, tisuť din Slavă, iar tåvžânt din Germană.

## Numeralul ordinal
(M - F)
primul  -  prvi - prva
al 2-lea  -  doile - dova
al 3-lea  -  treile - treia
al 4-lea  - påtrile - påtra
al 5-lea  - ćinćile - ćinća
al 6-lea  - șåsele - șåsa
al 7-lea  - șåptele - șåpta
al 8-lea  - osmule - osma
al 9-lea  - devetile - deveta
al 10-lea  - desetile - deseta
ultimul  - zådni / zădăńu - zådńa